# Juan María Uriarte Goiricelaya
Juan María Uriarte Goiricelaya (ur. 7 czerwca 1933 we Fruiz, zm. 17 lutego 2024 w Bilbao) – hiszpański duchowny katolicki, biskup diecezji San Sebastián w latach 2000-2009.

## Życiorys
Święcenia kapłańskie przyjął 28 lipca 1957 i został inkardynowany do diecezji Bilbao. Pracował w miejscowym seminarium duchownym, pełniąc w nim funkcje ojca duchownego i rektora.

### Episkopat
17 września 1976 został mianowany przez papieża Pawła VI biskupem pomocniczym diecezji Bilbao i biskupem tytularnym Marazanae. Sakry biskupiej udzielił mu 11 października tegoż roku ówczesny biskup Bilbao, Antonio Añoveros Ataún.
17 października 1991 został biskupem Zamory, zaś 13 stycznia 2000 został prekonizowany biskupem San Sebastián. Ingres do katedry odbył 27 lutego tegoż roku.
21 listopada 2009 przeszedł na emeryturę.